# San Julián (Bolivie)
 (janvier 2022).
San Julián est une ville et une municipalité de Bolivie, située dans la province de Ñuflo de Chavez du département de Santa Cruz. Cette ville est peuplée majoritairement d'émigrants de différentes régions du pays, notamment les Quechuas et, dans une moindre mesure, par les habitants des plaines, Guaranis et Chiquitanos. Les environs de la ville représentent un fort potentiel agricole, de par la qualité de ses sols, qui fournissent du soya, du tournesol, du maïs, du riz, des haricots et du sésame.
La ville est située à 170 km au nord-ouest de Santa Cruz de la Sierra et elle est traversée par la route 9 qui relie Santa Cruz et Trinidad. La fête de la ville est celle de San Juan, le 24 juin.
Elle est créée en tant que quatrième section de la province du Ñuflo de Chavez par la Loi 1091 du 21 février 1989.

## Démographie
Du point de vue ethnique, la population de San Julián est diverse. Bien qu'une prédominance de Quechuas provenant des départements de Potosí et de Chuquisaca puisse être remarquée, la présence de Guaranís et de Chiquitanos est notable. Les langues les plus parlées sont l'espagnol et le quechua et dans une moindre mesure le guaraní et le chiquitano.
Le noyau urbain central de la municipalité – la ville de San Julián en tant que telle – compte 28 000 habitants selon le recensement bolivien de 2012, alors que l'ensemble de la municipalité en compte 47 323, ceci faisant d'elle la vingt-sixième municipalité la plus populeuse du pays.
D'autres villages et noyaux de population faisant partie de la municipalité ont une population significative, tels que :
- La Asunta : 1 400 habitants,
- Villa Paraíso : 1 200 habitants,
- Villa Victoria : 900 habitants,
- Illimani N29 : 800 habitants,
- Berlin Los Troncos : 800 habitants,
- El Carmen : 500 habitants.

Plus de 200 communautés composent l'entièreté de la municipalité.

## Géographie
San Julián est une municipalité de la province de Ñuflo de Chávez et est située à 150 km au nord-ouest de Santa Cruz de la Sierra, la capitale du département. La topographie de la région présente des plaines et la température moyenne annuelle est de 24,3 °C. Le río Grande (ou Guapay) borde San Julián Sud et Berlín sur leur côté ouest, tandis que le río San Julián borde Brecha Casarabe à l'est.

## Organisations et secteurs sociaux
Les organisations sociales et les syndicats agricoles ont acquis un rôle de premier plan dans la vie et le développement de San Julián, depuis sa fondation. Les mouvements sociaux de cette région ont été les protagonistes d'événements historiques tels que la Guerre du gaz d'octobre 2003, lorsque les fédérations des colonisateurs de San Julián se sont mobilisées pour bloquer la route Santa Cruz–Trinidad, en rejet des intentions du gouvernement de Gonzalo Sánchez de Lozada d'exporter du gaz via les ports chiliens. Ces mobilisations sont réprimées par les forces policières et militaires du gouvernement et un paysan de San Julián y perd la vie.
Les organisations sociopolitiques de San Julián ont également promu la nationalisation des hydrocarbures, qui est devenue une réalité le 1er mai 2006. San Julián a fortement soutenu le travail de l'Assemblée constituante bolivienne de 2006, qui a approuvé la Constitution actuelle de l'État. Dans ce combat, elles ont affronté le projet de la soi-disant Media Luna (l'orient bolivien) qui en 2007 et 2008 s'est opposée à la promulgation de la nouvelle Constitution.

## Administration

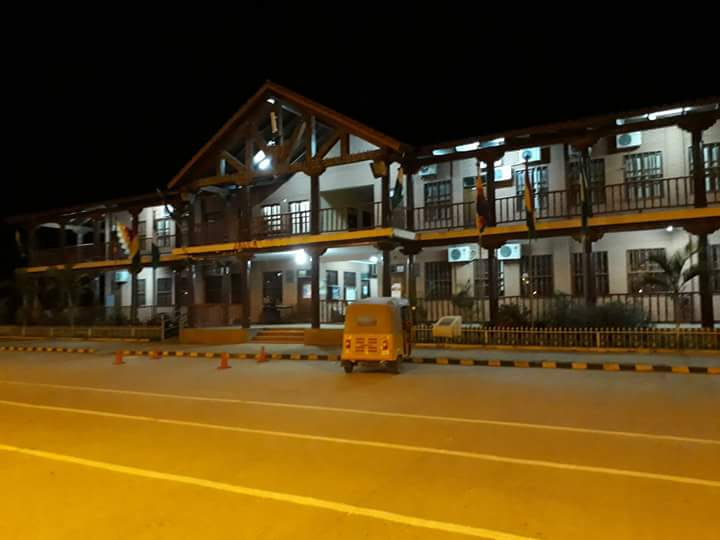
Édifice principal du Gouvernement municipal autonome de San Julián.

Comme l'établit la Constitution bolivienne, San Julián, en tant que municipalité, est administrée par un gouvernement municipal autonome composé de deux organes. L'organe exécutif municipal a pour autorité suprême le maire élu au suffrage universel pour une période de cinq ans. Le maire pour la période 2015-2020 est Faustino C. Flores (MAS-IPSP).

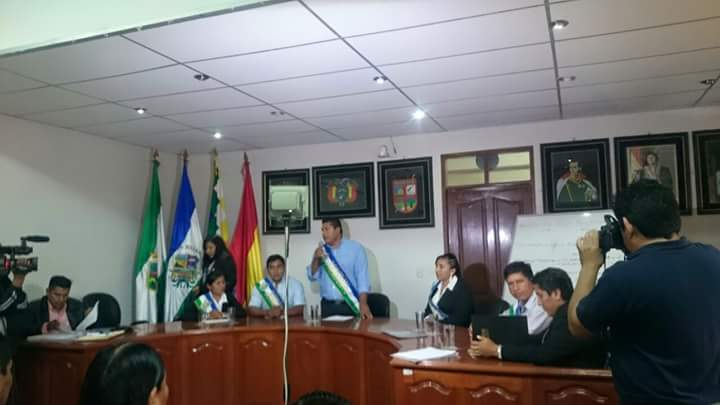
Conseil municipal de San Julián.

L'organe législatif est composé d'un conseil municipal de sept membres élus au suffrage direct pour une période de cinq ans.

## Organisation territoriale
Selon la Loi sur les gouvernements autonomes municipaux, San Julián est divisée en quinze quartiers et un quartier indigène :
- Quartier du centre-ville de San Julián
- Quartier de Villa Paraiso
- Quartier Sud de Berlin
- Quartier Saint-Martin
- Quartier de San Salvador
- Quartier de la Asunta
- Quartier de Monte Negro
- Quartier d'Illimani
- Quartier Limonal
- Quartier de San Salvador
- Quartier du 10 novembre
- Quartier du 2 août
- Quartier Nord de Berlin
- Quartier de Limoncitos
- Quartier Villa Verde
- Quartier paysan indigène originaire guaraní du 16 mars

## Tourisme
San Julián est traversée par plusieurs rivières telles que le río Grande (Guapay), le río San Julián, le río Pailas, la río Bolsón et la río Secacuchial.
Certains bâtiments de la ville présentent un certain intérêt, notamment la mairie de San Julián (bâtiment moderne de style colonial) et l'église de San Julián.